# Juarez Bomfim Tavares
Juarez Bomfim Tavares, eigentlich Juarez Bomfim de Bomfim Tavares, (* in Raul Soares, Bundesstaat Minas Gerais, Brasilien) ist ein brasilianischer Profitänzer, Choreograf und Tanzpädagoge.

## Leben

### Familie und Ausbildung
Juarez Bomfim Tavares wurde in Raul Soares, einer Kleinstadt im Südosten Brasiliens, geboren. Er stammt aus einer Künstlerfamilie. Seine Mutter ist Schauspielerin, seine Schwester spielte Violine. Im Alter von vier Jahren trat er bereits bei Folklore-Tänzen auf. Im Alter von sieben Jahren hatte er erste Tanzauftritte. Im Alter von neun Jahren begann er seine professionelle Ausbildung als Tänzer. Ab 1974 studierte er am Konservatorium Fundação Clovis Salgado in Belo Horizonte „Musikalisches und Klassisches Ballett“. Außerdem erhielt er eine Ausbildung in den Bereichen Modern Dance, Afro-Brasilianischer Tanz, Capoeira, Jazz Dance, Musik und Schauspiel. Nach Abschluss seines Studiums siedelte Bomfim nach São Paulo über.

### Berufliche Karriere als Tänzer
1982 wurde er Mitglied des Ballett-Ensembles des Palácio das Artes (Companhia de Dança do Palácio das Artes) in Belo Horizonte. In den Jahren von 1983 bis 1985 war er Solotänzer im Ballett da Cidade de São Paulo des Theatro Municipal de São Paulo. Es folgten Engagements als Solotänzer am Teatro Guaíra in Curitiba und als Gast-Solotänzer am Theatro Municipal do Rio de Janeiro sowie am Balé Teatro Castro Alves in Salvador. Von 1985 bis 1987 hatte er ein Stipendium an der Ballettschule Escuela Nacional de Cuba in Havanna. 
Ende der 1980er Jahre/Anfang der 1990er Jahre kam Bomfim Tavares von Brasilien über Kuba und New York City in die Bundesrepublik Deutschland. In der Spielzeit 1989/90 war er als Balletttänzer mit Soloverpflichtung am Staatstheater Oberhausen engagiert. 1990 war er, während eines Studienaufenthalts, Tänzer am Broadway Dance Center in New York City. Von 1990 bis 1992 war er zwei Jahre Solotänzer am Staatstheater Darmstadt. Ab der Spielzeit 1992/93 war er Mitglied des Ballettensembles des Badischen Staatstheater Karlsruhe, von 1995 bis 1999 dann dort Solotänzer. 1995 nahm er am World Ballett Wettbewerb in Paris im Théâtre des Champs-Élysées und am World Ballett Wettbewerb Masako Ohya in Osaka teil. 
2001 und 2002 hatte er einen Gastvertrag am Nationaltheater Mannheim in Evita. 2007 wirkte er in der Alten Feuerwache (Mannheim) bei dem Kulturprojekt Pimp-the-City, einer Produktion des Nationaltheaters Mannheim in Kooperation mit der ARGE Mannheim, mit.

### Tanzlehrer und Pädagoge
Nachdem Bomfim Tavares bereits Anfang der 1990er Jahre als Choreografie-Assistent und Trainingsleiter für Eleven am Staatstheater Darmstadt tätig gewesen war, absolvierte er in den Jahren 2000/2001 eine pädagogische Ausbildung mit Diplom zum Tanzpädagogen an der Hochschule für Musik und Darstellende Kunst Mannheim. 
Juarez Bomfim Tavares ist aktuell (Stand: August 2015) Inhaber einer eigenen Tanzschule mit den Schwerpunkten Salsa und Capoeira mit Standorten in Mannheim und Ludwigshafen am Rhein. Er ist weiters Veranstalter von Tanz-Shows mit Salsa, Samba, Capoeira, Flamenco und Orientalischer Tanz. Er arbeitet als Latino-DJ mit Brasilianisch-Kubanischer Live-Musik und gibt Seminare und Workshops.